# Vallées de Morongo
Morongo Valles
Pour les articles homonymes, voir Morongo.
Les vallées de Morongo (désignation internationale : Morongo Valles) sont un ensemble de vallées situé sur Vénus dans le quadrangle d'Ovda Regio. Il a été nommé en référence au nom Makoni (en) de Vénus en tant qu'étoile du soir.